# Blauwgrijze vliegenvanger
De blauwgrijze vliegenvanger (Fraseria caerulescens, synoniem: Muscicapa caerulescens) is een vogelsoort uit de familie van de Muscicapidae (vliegenvangers).

## Verspreiding en leefgebied
Deze soort komt voor in westelijk, centraal, oostelijk en zuidelijk Afrika en telt 6 ondersoorten:
- Fraseria caerulescens nigrorum: van Guinee tot Togo.
- Fraseria caerulescens brevicauda: van noordelijk Benin en zuidelijk Nigeria tot zuidelijk Soedan, westelijk Kenia, zuidelijk Congo-Kinshasa en noordwestelijk Angola.
- Fraseria caerulescens cinereola: zuidelijk Somalië, oostelijk Kenia en oostelijk Tanzania.
- Fraseria caerulescens impavida: van centraal Angola en noordelijk Namibië tot noordelijk Tanzania en Zimbabwe.
- Fraseria caerulescens vulturna: van zuidelijk Malawi en centraal Mozambique tot noordelijk Zuid-Afrika en noordelijk Swaziland.
- Fraseria caerulescens caerulescens: zuidelijk Mozambique, oostelijk Zuid-Afrika en zuidelijk Swaziland.